# Carl von Gontard
Carl Philipp Christian von Gontard (* 13 janvier 1731 à Mannheim; † 23 septembre 1791 à Breslau) est un architecte allemand d'origine huguenote à la troisième génération. Il exerce et œuvre essentiellement à Potsdam, Berlin et Bayreuth. Élève de Jacques-François Blondel, il laisse une œuvre personnelle qui se situe d'un point de vue architectural à mi-chemin entre le rococo combiné au palladianisme de  Georg Wenzeslaus von Knobelsdorff et le classicisme de David et Frédéric Gilly, eux-mêmes réfugiés huguenots. Carl von Gontard fait partie des quatre architectes honorés et liés à la tradition urbanistique la ville de Potsdam aux côtés de von Knobelsdorff, Karl Friedrich Schinkel et le natif de Potsdam Reinhold Persius. Ces quatre personnages ont leur médaillon sur l'obélisque du Alter Markt où se trouve l'hôtel de ville, l'église Saint-Nicolas et le château royal.

## Biographie

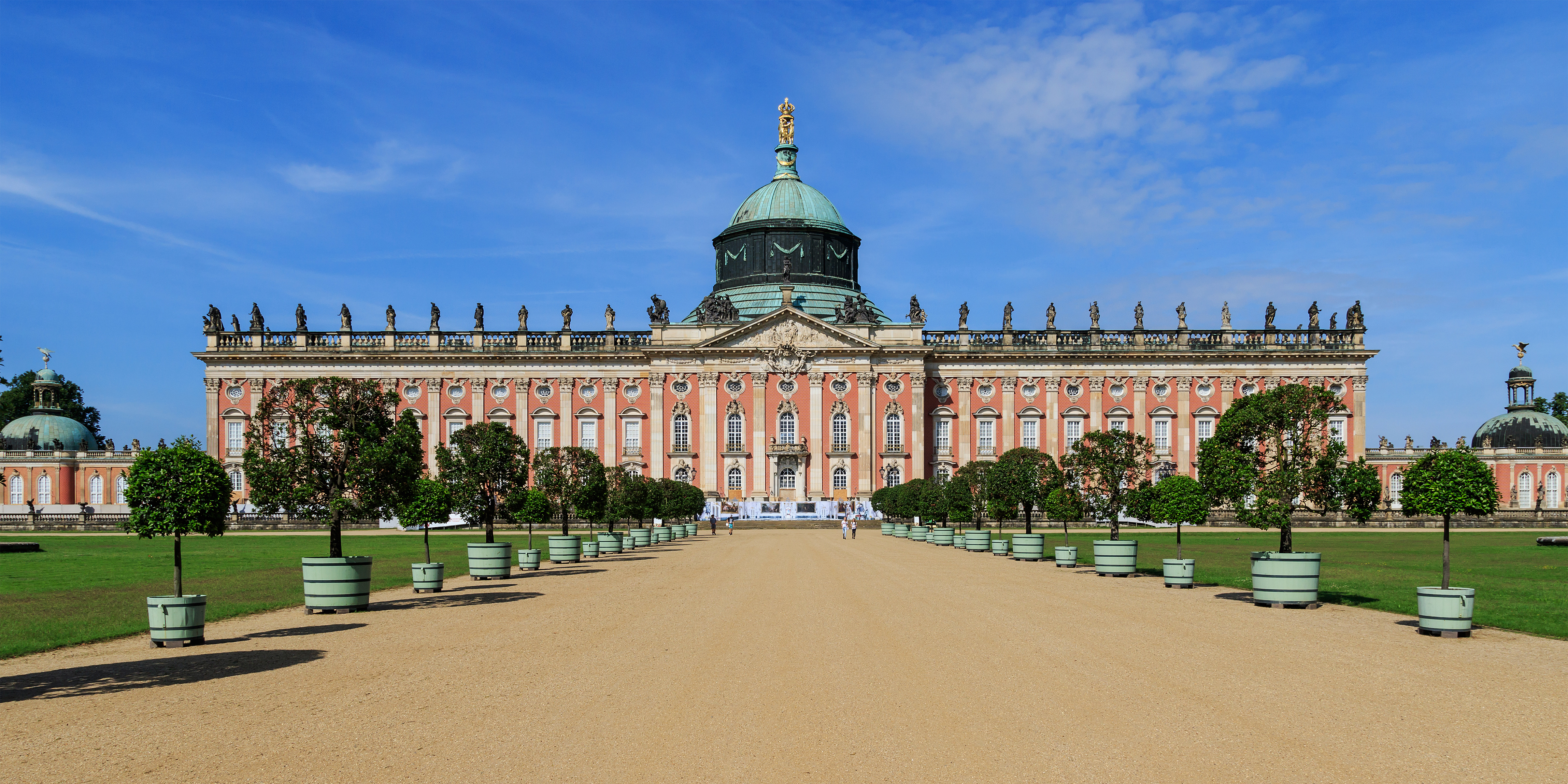
Nouveau Palais, Parc de Sanssouci

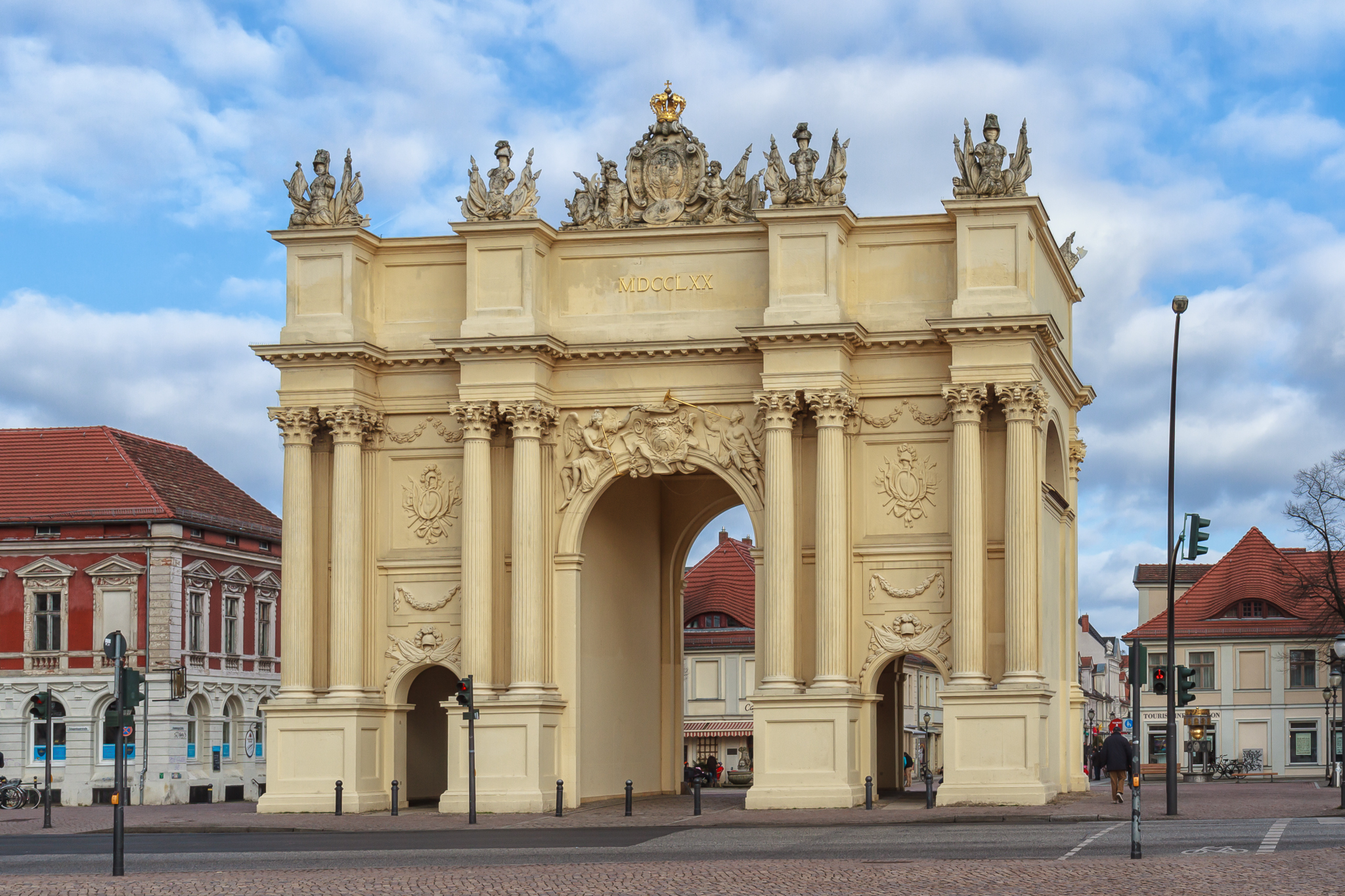
Porte de Brandebourg, Potsdam

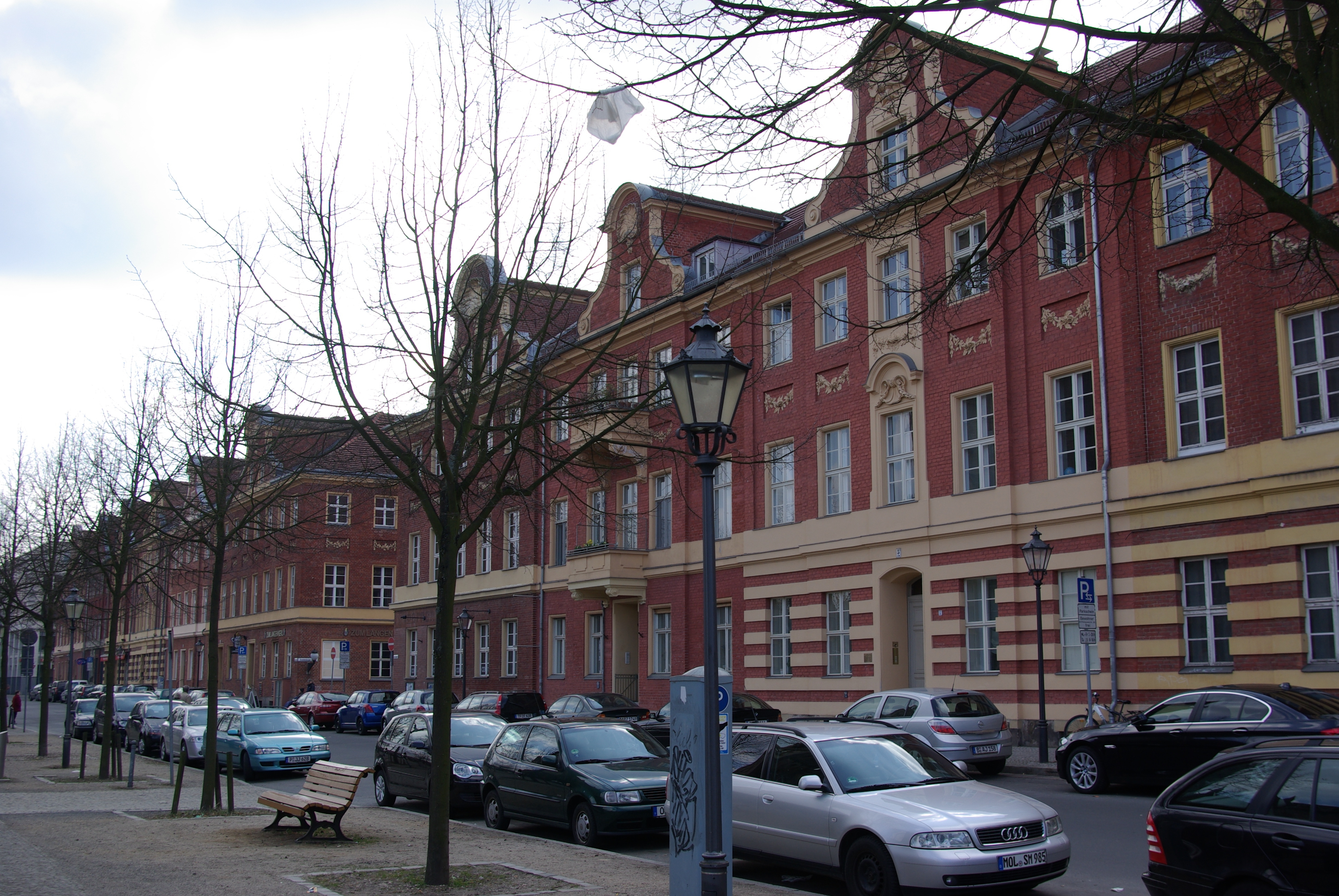
Maisons historiques quartier hollandais, Potsdam

### Origines françaises
Carl Christian Philipp Gontard est originaire d'une famille huguenote qui a quitté le Dauphiné à la fin du XVIIe siècle. Il grandit dans un environnement germanophone dans le Saint-Empire romain germanique où Francfort sur le Main est un refuge pour les exilés huguenots.
Son arrière-grand-père, Étienne Gontard, est commerçant calviniste à Grenoble et conseiller au parlement du Dauphiné, descendant d'Eymard Gontard, vassal très catholique (en 1137, son ancêtre Loup Gontard favorise par la donation d'un territoire, la fondation de l'abbaye Notre-Dame d'Aiguebelle) du suzerain Giraud Adhémar VII, qui lui concède en 1334 le fief de Granges (sis à l'endroit d'un carrefour de voies romaines appelé « Logis de Berre ») qui devient ensuite Les Granges-Gontardes (baronnie de la Garde-Adhémar). 
Les fils d'Etienne, Pierre et Antoine, quittent Grenoble au moment de la révocation de l’Édit de Nantes.
C’est à Francfort que le premier frère, Pierre Gontard (né à Grenoble en 1662, décédé à Francfort en 1725), se marie en 1697 avec Sophie von Stein. Il est l’aïeul de la branche francfortoise des Gontard qui se distingue par la création de la banque Gontard & fils par le fils de Pierre, Jaques-Frédéric Gontard, cousin de Carl Christian Philipp Gontard. Daniel, le fils de Jacques-Frédéric, épouse Susanna d’Orville, également d’origine huguenote et surtout fille de banquier et négociant de Francfort. Cette fusion de deux établissements banquiers apporte une certaine aisance à cette branche. Le frère de Daniel, Jean-Jacques, part pour Vienne en Autriche et devient l’associé du financier d’origine muhlousienne Johann von Fries. Il est anobli en 1768 et devient baron en 1790. La 4e génération de la branche francfortoise poursuit dans les affaires bancaires avec le fils de Daniel, Jacques Frédéric Gontard-Borkenstein, qui représente les Gontard à la filiale de Paris.
Le second frère, Antoine Gontard, fonde la branche berlinoise et artistique de la famille. Il s’établit d’abord à Mannheim. Son fils, Alexandre Louis Gontard, fonctionnaire de la cour palatine, puis brandebourgeoise, devient maître de ballet à la cour des princes électeurs du Palatinat du Rhin, puis au théâtre marquisien de Bayreuth.
 
Il épouse Maria Margaretha Elisabeth Kurz (1707-1776) et donne naissance à Carl Christian Philipp Gontard.
Malgré ses origines huguenotes, Carl est baptisé catholique et devient franc-maçon en 1768.

### Famille
Carl Christian Philipp Gontard épouse en mai 1756 Martha Sophia Friederica von Erckert et est père de nombreux enfants, parmi lesquels le citoyen d'honneur de Berlin Carl Friedrich Ludwig von Gontard et Johann Adam Ernst (Bayreuth 1760-Königsberg 1807) major et conseiller supérieur de l’octroi. Il est anobli avec titre héréditaire par l'empereur Joseph II en même temps que son frère, officier impérial. 
À partir de 1749, il est « conducteur » à l’Office des bâtiments de la cour de Bayreuth. Envoyé par le margrave en 1750 à Paris pour une formation en architecture  auprès de Jean-François Blondel qui dure 2 ans et parti pour un an en Italie, il acquiert une certaine réputation comme architecte de la cour de la marquise Wilhelmine de Bayreuth.

## Carrière
Carl von Gontard travaillé de manière concomitante sur les deux villes résidences royales de la Prusse. Il est capitaine de l'armée et architecte du roi.  C’est à Potsdam que les traces de son activité sont les plus visibles pour les touristes d’aujourd’hui.
De 1753 à 1764, Gontard vit et travaille à Bayreuth. De retour de son voyage en Italie, il participe à partir de 1753 à la reconstruction du château de Bayreuth détruit par incendie dévastateur. Trois ans plus tard, il est nommé « Hofinspektor », inspecteur du margraviat de Bayreuth.

### Travaux à Potsdam
Gontard réside à Potsdam lorsqu'il entre au service de Frédéric II de Prusse en 1764 ; il n’est autre que le frère de Wilhelmine von Bayreuth qui sert d’intermédiaire à une époque où sa principauté rencontre des difficultés financières et ne peut plus engager de grands travaux pour un architecte comme Carl Gontard.
Gontard est nommé directeur du Bureau des bâtiments de Frédéric II comme successeur de J.G. Büring. 
Le roi lui confie aussitôt la réalisation du Nouveau Palais à Potsdam avec toutes ses dépendances dans le « Neuer Garten ».
En 1774, il est suspecté de fraude présumée dans la gestion des comptes du bureau et libéré de prison en janvier 1775 après quelques semaines d'incarcération. Sa disgrâce ne dure pas longtemps puisque le roi lui confie la construction du « Königsbrücke » à Berlin fin 1775. 
Il dépose une demande de succession au poste de Johan Bouman décédé à l'été 1775. Mais sa demande est rejetée. Une autre de ses demandes officielles auprès du roi est rejetée en 1778: en raison des campagnes militaires et du budget de fonctionnement resserré à cette époque, tous les travaux de construction à Potsdam et Berlin sont suspendus, ce qui entraîne une perte de revenus conséquente pour Gontard. Il demande à être affecté à un hôpital militaire. Le roi refuse.
Il dessine les plans et supervise la construction des maisons d'habitation patriciennes à Potsdam, parmi lesquelles on compte la  rangée de maisons de style hollandais et baroque dans le quartier hollandais, partie sise « Am Bassin ». Ces maisons sont aujourd’hui classées monuments historiques. 
Il construit le « Marmorpalais »,  à Potsdam, considéré comme l'une de ses meilleures réalisations ;
Son dernier ouvrage est « l'Établissement hollandais » dans le « Neuer Garten » au nord-est de Potsdam-centre, là où se trouve le Cecilienhof rendu célèbre par la conférence de Potsdam en 1945. Il poursuit ainsi la tradition de l’influence architecturale hollandaise dans la capitale brandebourgeoise depuis le grand électeur  Frédéric Guillaume jusque Frédéric II de Prusse qui termine le projet de son père, Frédéric-Guillaume Ier de Prusse, le quartier hollandais.
Après la mort de Frédéric II, le successeur au trône, Frédéric-Guillaume II de Prusse confie à Gontard  le soin de décorer pour les cérémonies de deuil  les salles d'apparat du château de Potsdam  et l'église de la garnison (Garnisonkirche), église emblématique de Potsdam et de l’histoire des Hohenzollern endommagée pendant les bombardements de la RAF dans la nuit du 14 au 15 avril 1945 et dynamitée par le régime communiste de la RDA en 1968.

### Réalisations à Berlin
À partir de 1779, Gontard est nommé directeur royal des travaux publics et membre de la commission des Immediatbauten. 
En 1780, il propose des plans pour l'extension de la Charité à Berlin.
À Berlin, l’œuvre principale de Gontard sont les colonnades et les tours de la cathédrale allemande et de la cathédrale française sur le Gendarmenmarkt. Lorsqu’une partie de la cathédrale allemande s’effondre de manière spectaculaire en juillet 1781, c’est l’architecte Georg Christian Unger qui est chargé de réparer et terminer le bâtiment. Gontard ne tombe pas pour autant en disgrâce puisqu'il reçoit la tâche de diriger les travaux de la bibliothèque royale de Berlin, notamment pour la montée d'escalier et la grande salle.
Gontard fait les plans de la colonnade du « Königsbrücke » dont la construction est prise en charge par le jeune architecte Friedrich Becherer (1747-1823) en 1767.  L'œuvre majeure de Becherer dans la sphère des architectes en poste à Potsdam (Gontard, Hildebrand, Düring, Manger), fut la « Alte Börse » de Berlin.
De 1787 à 1790, Gontard aménage neuf pièces des appartements royaux du château de Berlin.
À partir de 1788 et jusqu'à sa mort, il occupe un poste de professeur à l'Académie des arts de Berlin.

## Œuvres
- Bayreuth, Potsdam, Berlin
  - Maisons patriciennes
  - Dépendances du château de Bayreuth
  - Maisons de maître et résidentielles[9],  dont sa propre résidence à Bayreuth[2]
- Potsdam
  - La porte de Brandebourg
  - Le palais de Marbre[10]
  - Le grand orphelinat militaire (Großes Militärwaisenhaus)
  - Le Temple de l'amitié (de) (Freundschaftstempel) dans le Parc Sanssouci
  - Le Temple antique (de) (Antikentempel) dans le Parc Sanssouci
  - La Noacksches Haus
- Berlin
  - Tours de la cathédrale française et allemande sur le Gendarmenmarkt
  - La porte de Rosenthal (Rosenthaler Tor)
  - La porte d'Oranienbourg (Oranienburger Tor)
  - Spittelkolonnaden, Königskolonnaden[2]

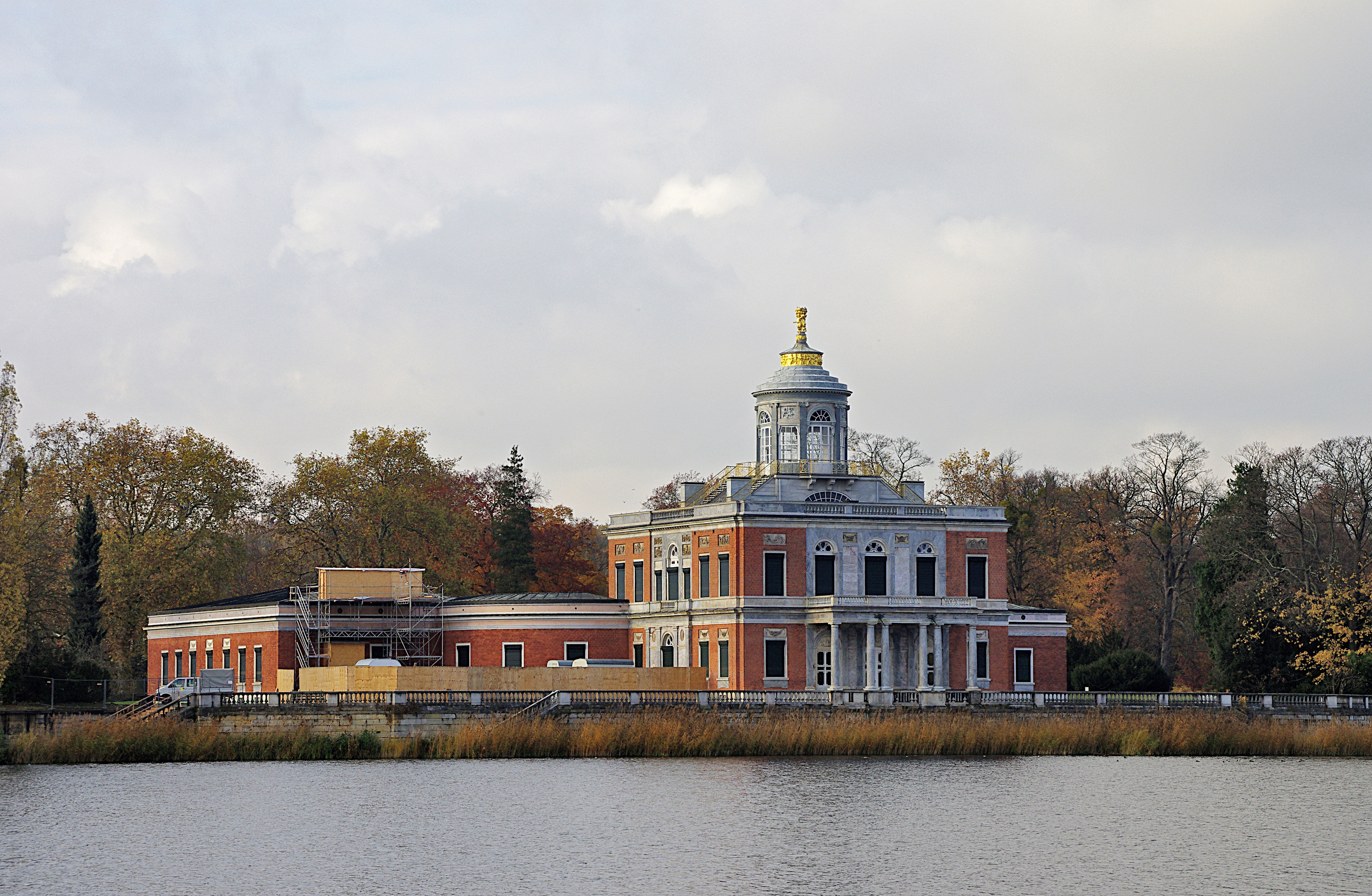
Marmorpalais, Potsdam
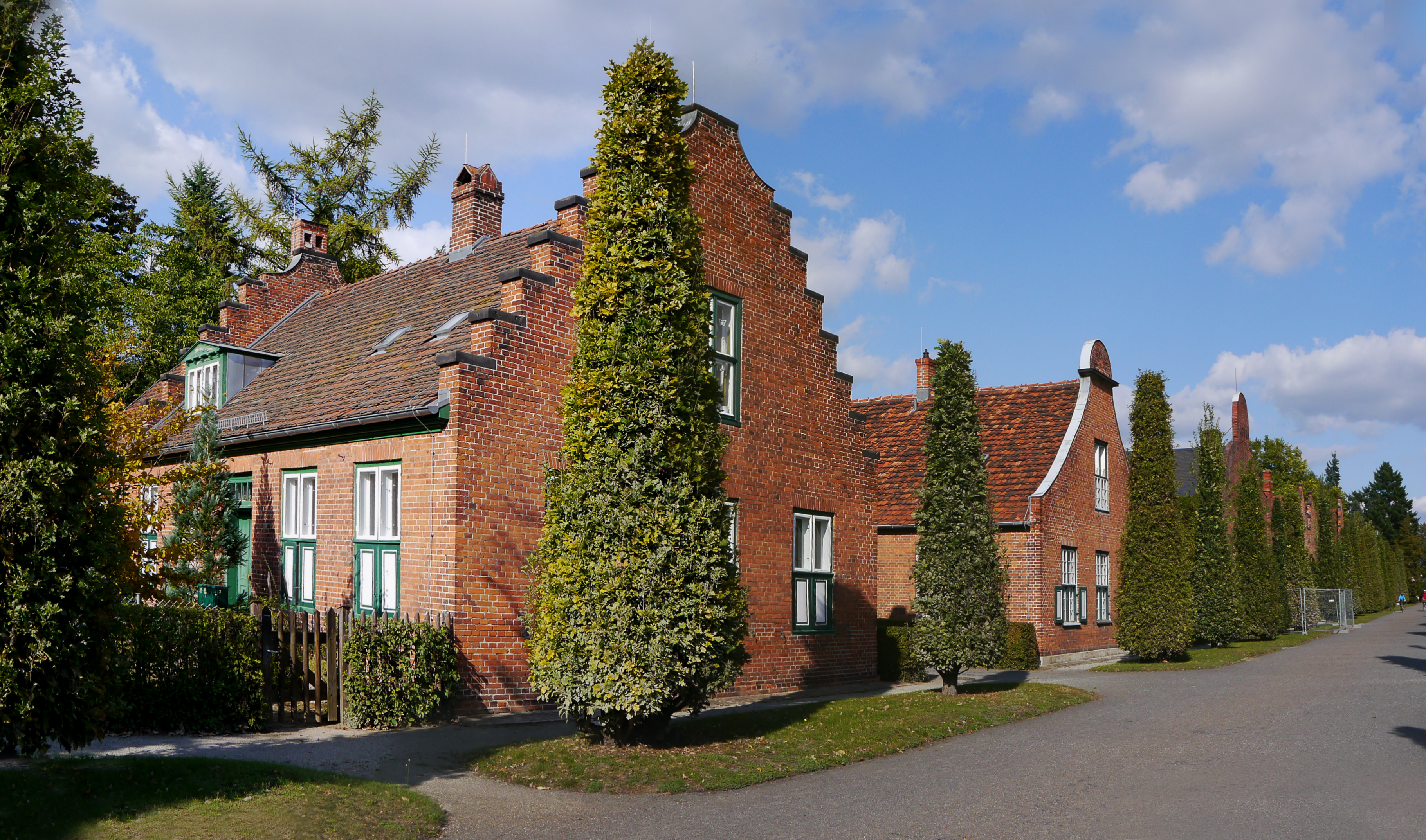
Établissement hollandais, Neuer Garten Potsdam
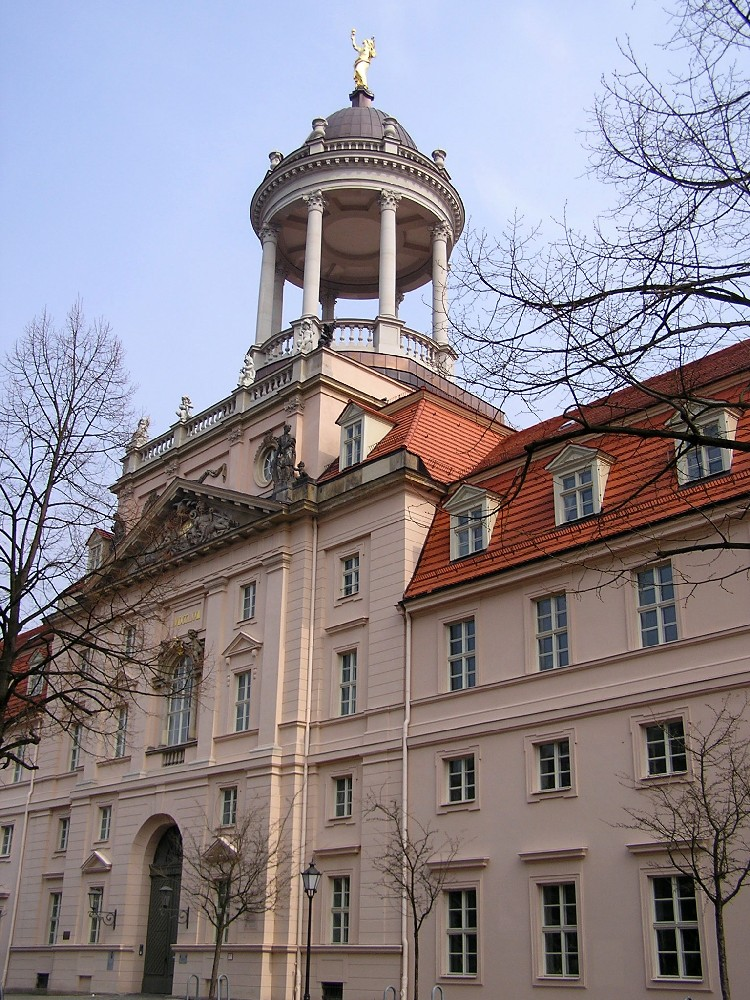
Grand orphelinat militaire de Potsdam
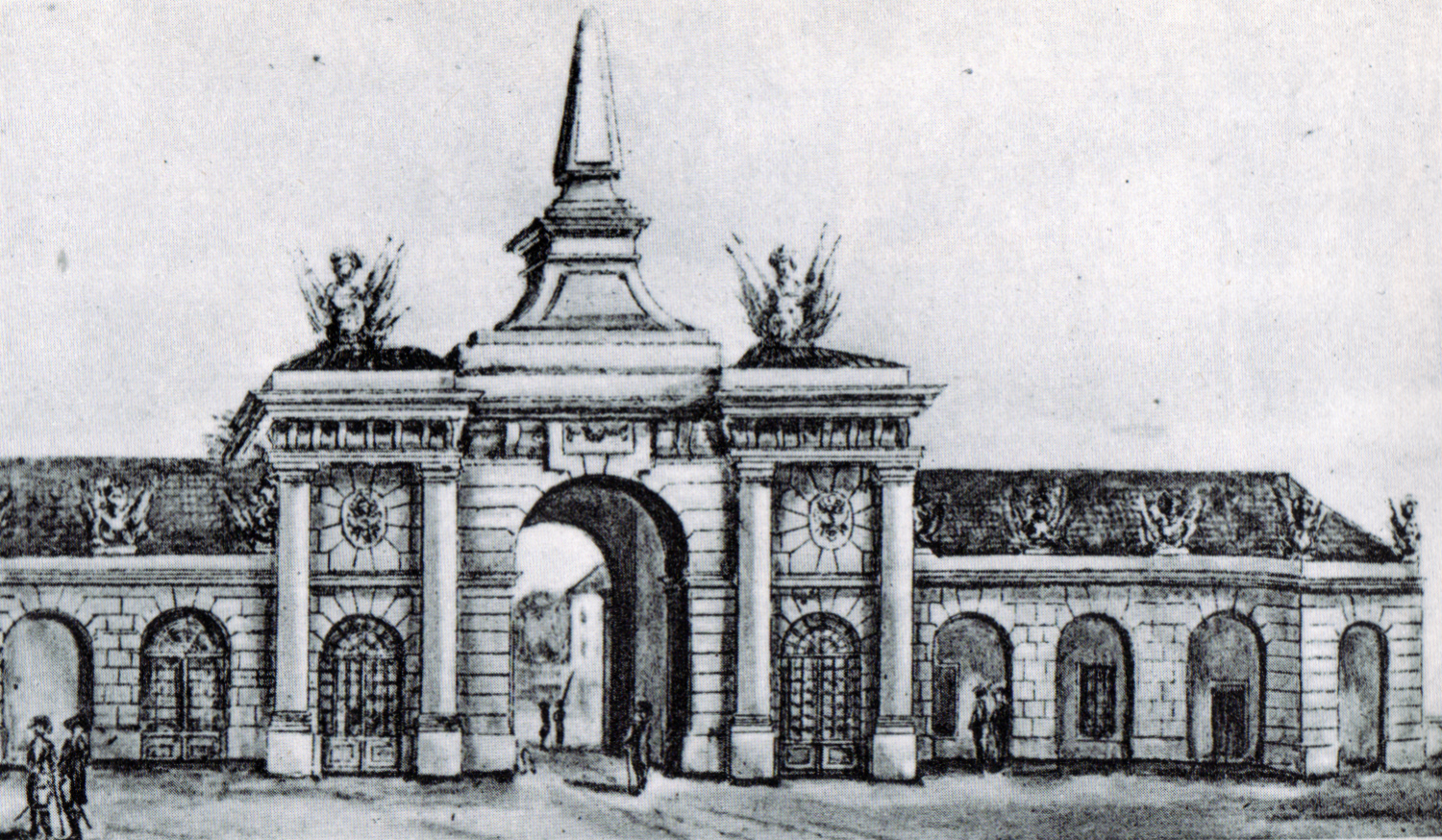
Porte Oranienburg vers 1800, Berlin
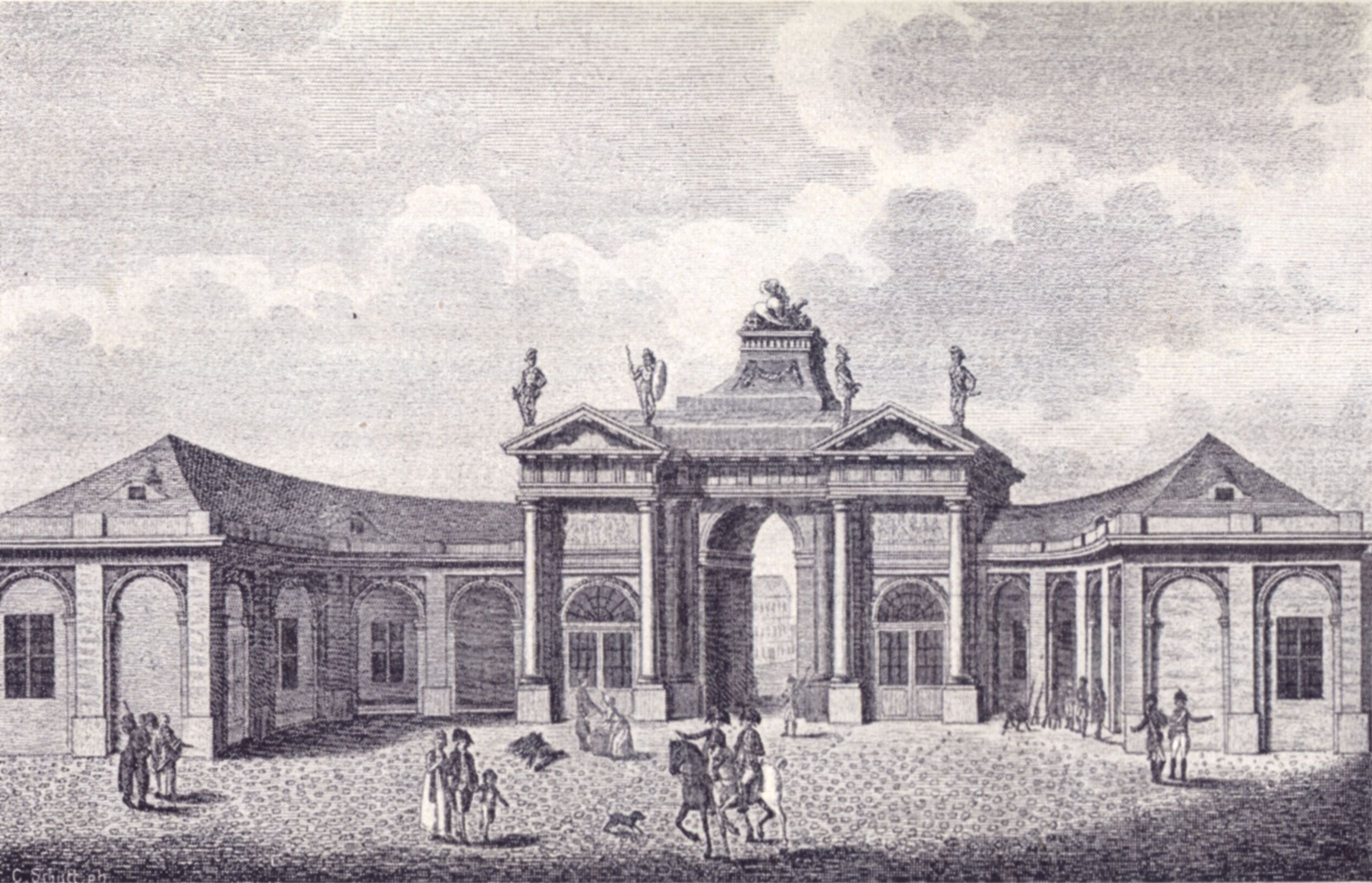
Porte Rosenthal,vers 1800,  Berlin
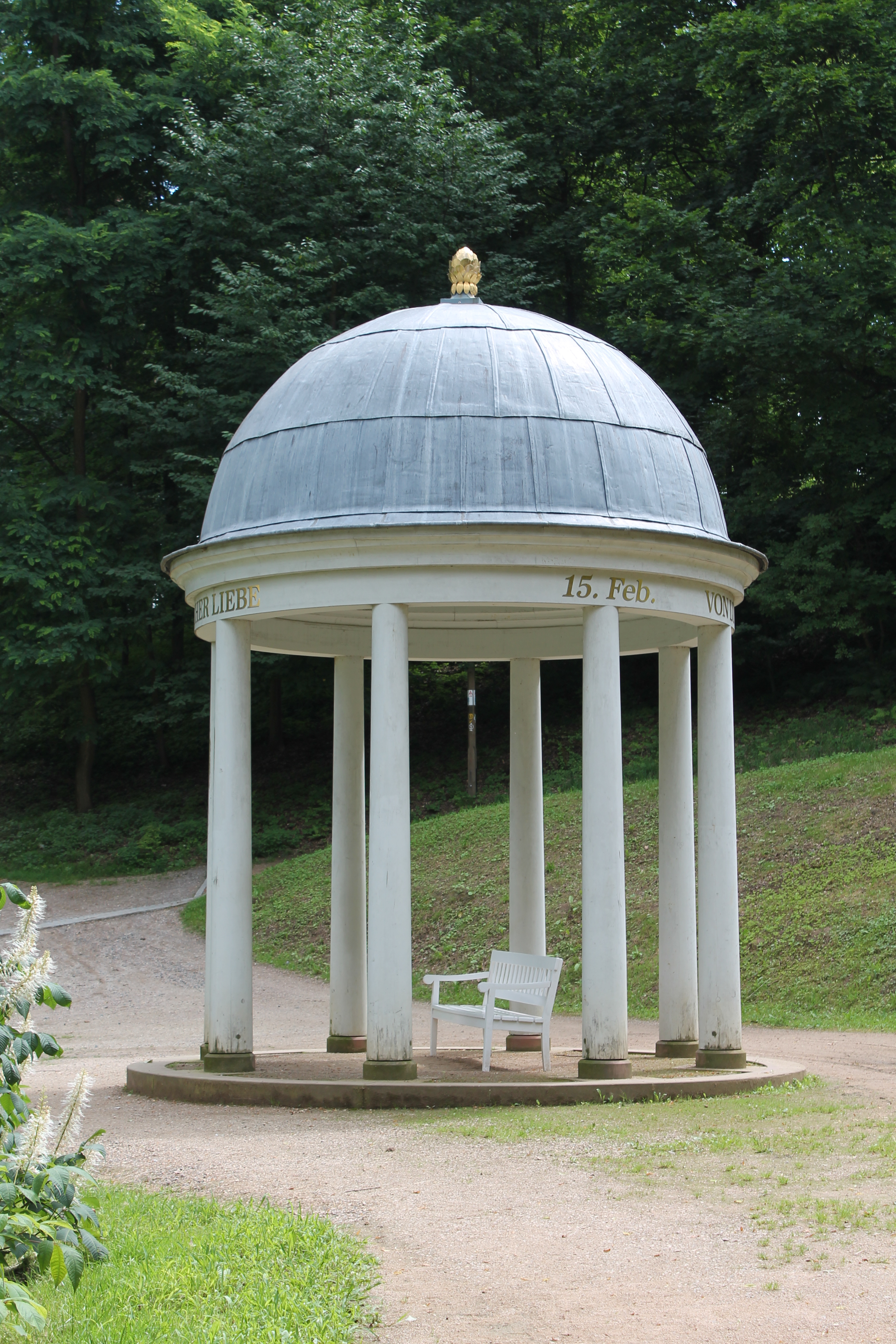
Temple de l'amitié, Potsdam
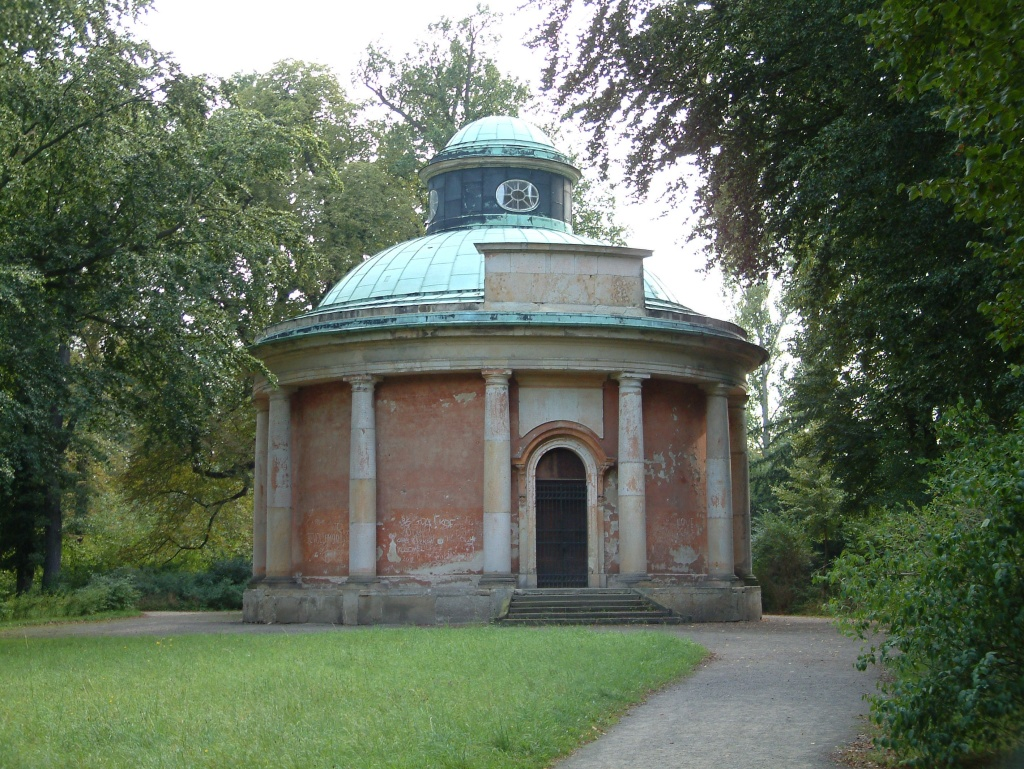
Temple antique, Potsdam
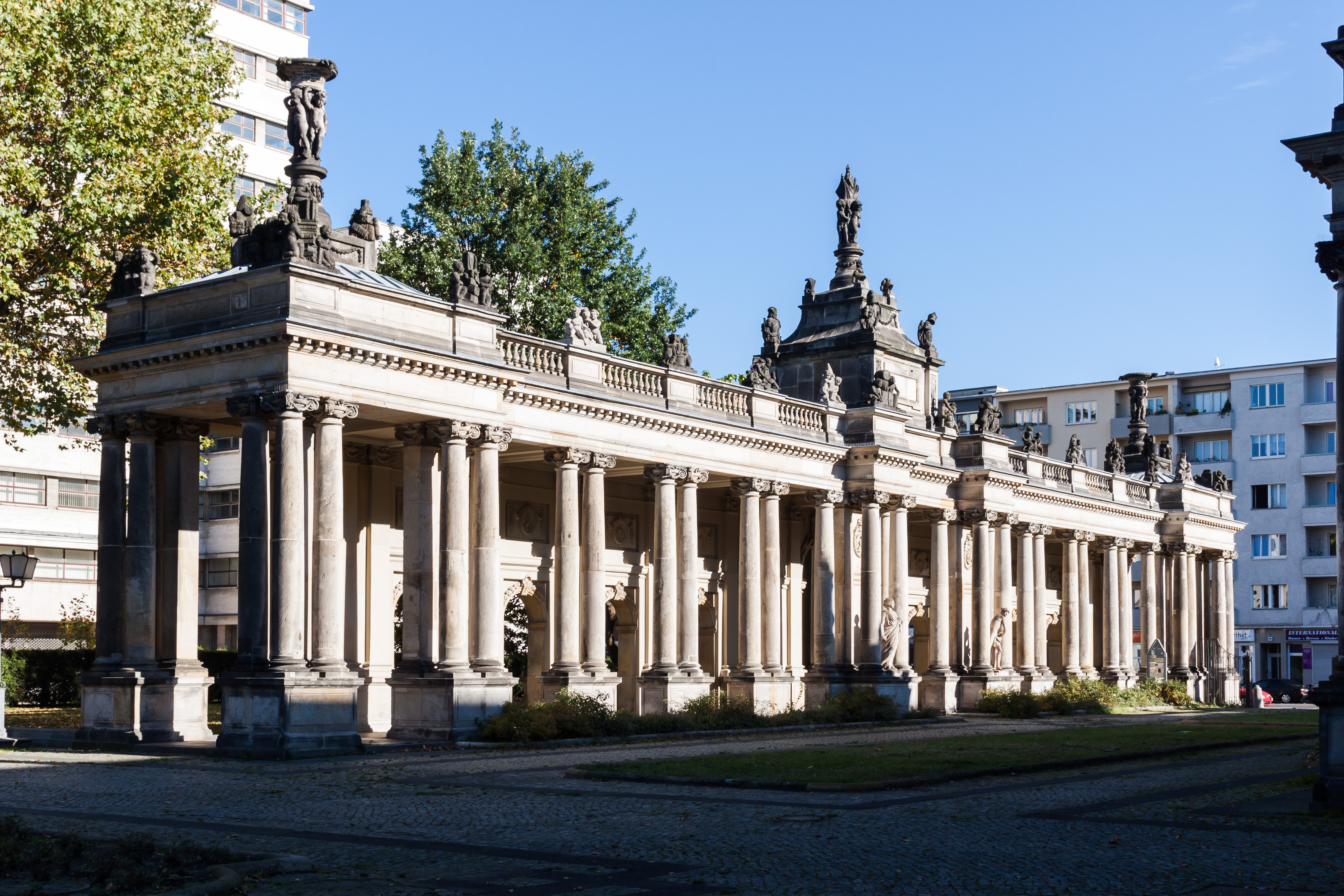
Königskolonnaden, Berlin-Schöneberg
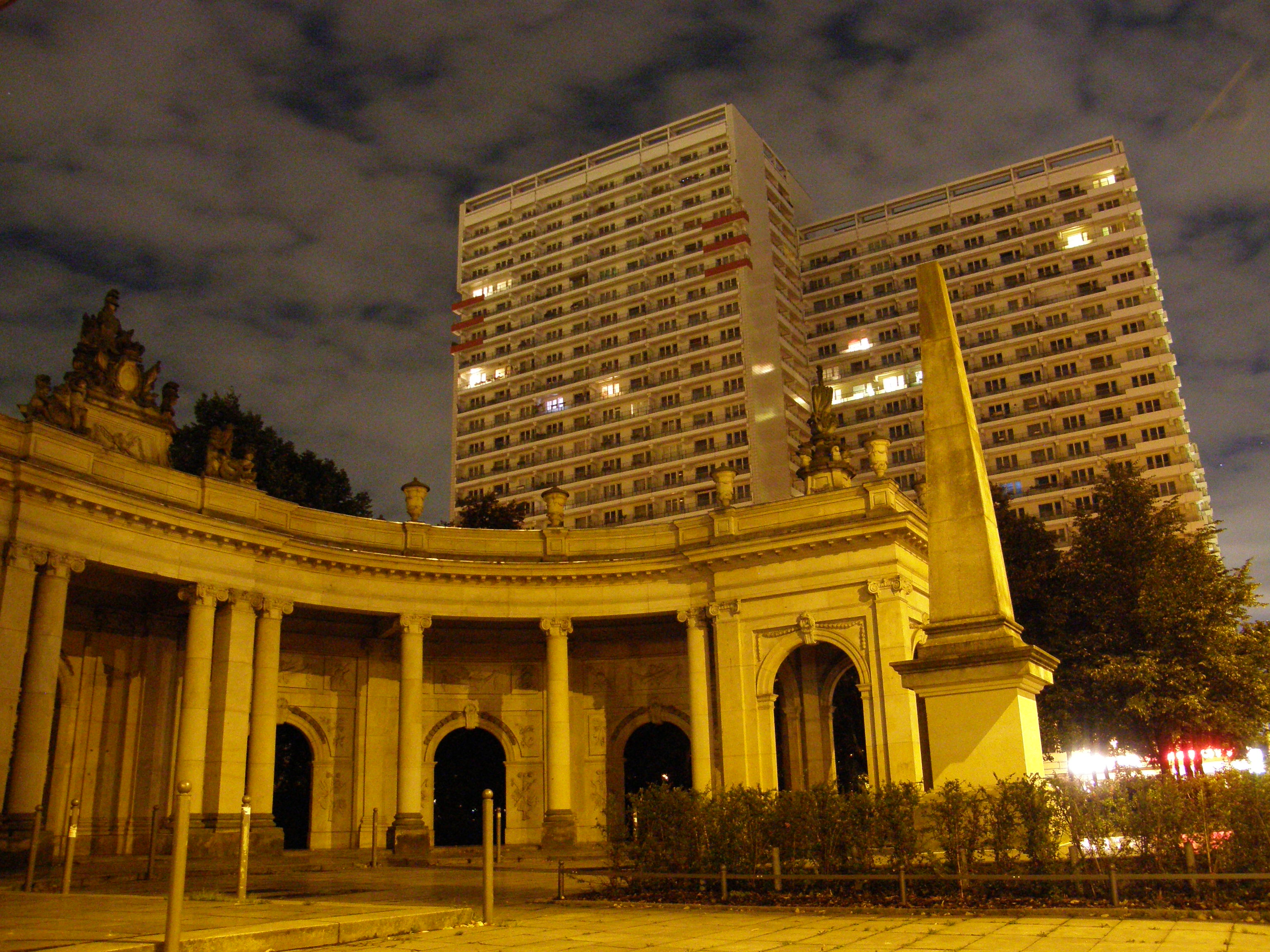
Spittelkolonnaden, Berlin Dönhoffplatz
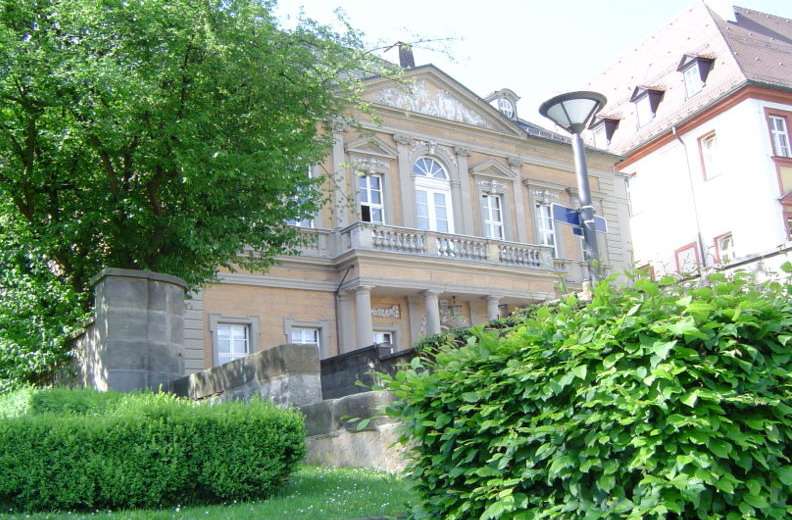
Le Palais d'Adhémar à Bayreuth en Bavière
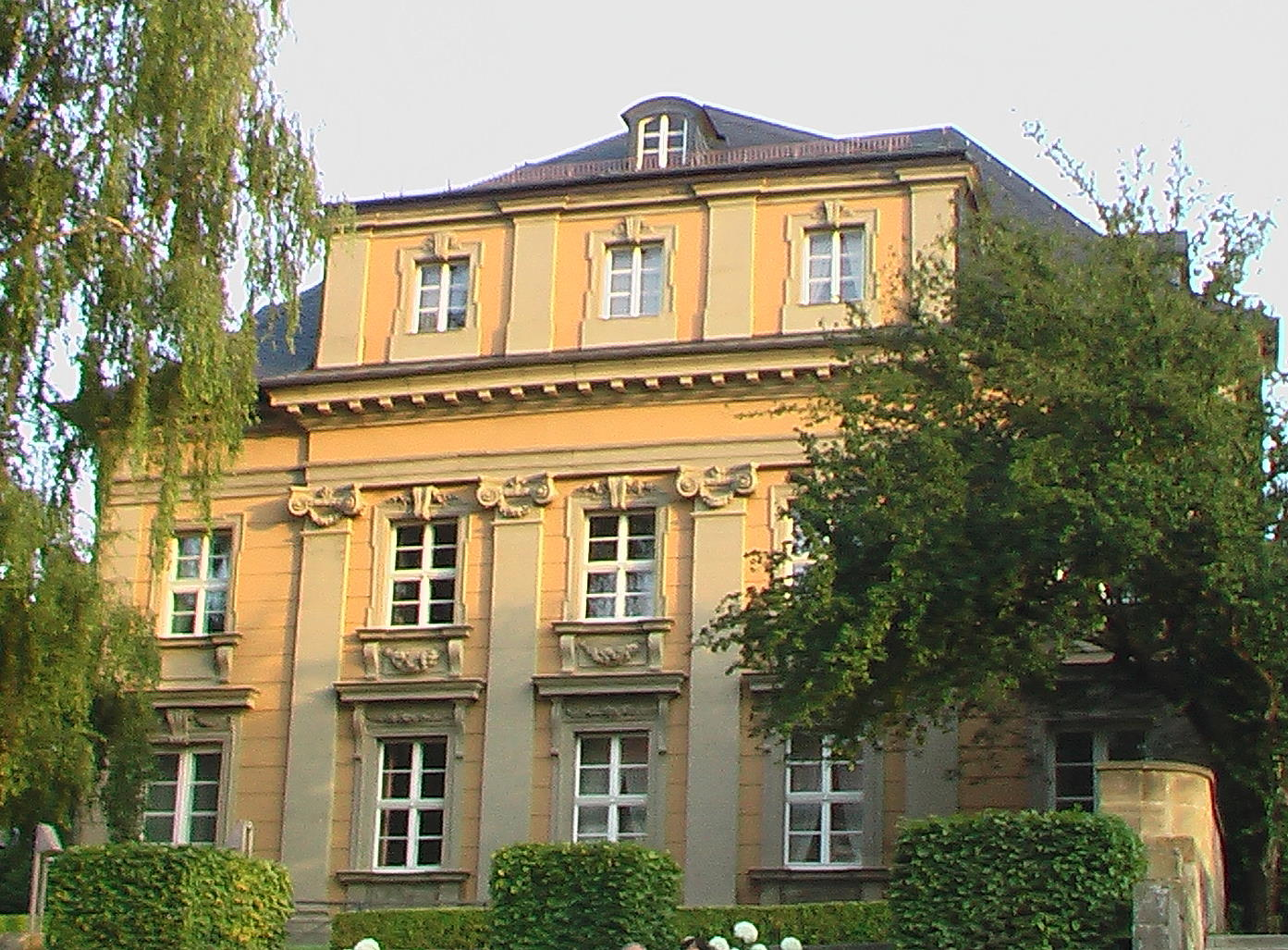
Maison de Carl von Gontard à Bayreuth, voisine du Palais d'Adhémar